# Weatherby (Missouri)
Weatherby è un villaggio degli Stati Uniti d'America, situato nello Stato del Missouri, nella contea di DeKalb.